# Gli onori di casa
Gli onori di casa (2013) della scrittrice spagnola Alicia Giménez Bartlett
è il nono romanzo della serie dedicata all'ispettrice Petra Delicado ed al suo vice Fermín Garzón.

## Trama
Sono passati cinque anni dall'omicidio dell'imprenditore tessile Adolfo Siguán, un ultrasessantenne che nonostante una moglie piacente cercava spesso la compagnia di prostitute giovanissime. Quello che viene classificato “caso freddo”  viene affidato a Petra Delicado dopo che un giudice quasi in pensione si è lasciato convincere dalla vedova Siguán a riaprire le indagini. La sbrigativa sentenza originale aveva archiviato il caso come una rapina finita in tragedia.
L'anziano imprenditore sarebbe rimasto ucciso dopo una breve colluttazione col protettore di Julieta, la giovane prostituta che lo aveva narcotizzato per svaligiargli casa.
Il criminale di piccolo calibro era stato trovato morto due mesi dopo essere sfuggito alla cattura; Julieta che invece era stata arrestata, continuava a ripetere che quella sera a casa Siguán invece del suo protettore si era presentato uno sconosciuto italiano ed era stato quest'ultimo a provocare la morte dell'anziano.
Il limitato budget concesso a Petra le permette comunque di ritrovare Julieta e di raccoglierne un'ultima confessione per proseguire le indagini a Roma dove la pista camorristica mette in secondo piano la sua indagine.
La collaborazione della polizia italiana permetterà comunque a Petra e Fermín di tornare a Barcellona con indizi sufficienti a risolvere il caso che affonda le proprie radici in una sordida storia familiare.

## Edizioni
- (ES)  Alicia Giménez Bartlett, Nadie quiere saber, Primera edición, Ediciones Destino e Barcelona, 2013
- Gli onori di casa di Alicia Giménez Bartlett; legge: Stefano Cazzador, Centro Internazionale del Libro Parlato, Feltre 2013
- Alicia Giménez Bartlett; Gli onori di casa, traduzione di Maria Nicola, Sellerio, Palermo 2013
- Id. Gli onori di casa, traduzione di Maria Nicola, La Biblioteca di Repubblica-L'Espresso, Roma 2014
- (FR)  Id. Personne ne veut savoir, traduzione di Olivier Hamilton e Johanna Dautzenberg, Éditions Payot & Rivages, Paris 2015
- (RU)  Id. Ne zovi meni︠a︡ bolʹshe v Rim: roman, traduzione di Natalʹi︠a︡ Bogomolova, Corpus Izdatelʹsvo AST e Moskva, 2015